# Duke Nukem Forever
Duke Nukem Forever es un videojuego de disparos en primera persona en tres dimensiones. Fue originalmente desarrollado por 3D Realms y más tarde por Gearbox Software. Es especialmente conocido por sus continuos retrasos y sus cambios de motor de juego. Es la continuación de los videojuegos Duke Nukem, Duke Nukem II y Duke Nukem 3D. El 8 de mayo de 2009, tras 14 años de desarrollo, 3D Realms anunció que no continuaría con el desarrollo del juego. El 3 de septiembre de 2010, en la exposición Penny Arcade Expo se dio a conocer que Gearbox Software se encargaría del desarrollo de Duke Nukem Forever, y que este sería publicado en 2011 para Microsoft Windows, PlayStation 3 y Xbox 360. Finalmente se publicó en junio de 2011.
Actualmente es el segundo juego con el desarrollo más extenso de la historia de los videojuegos con una duración de 15 años de desarrollo solamente siendo superado por Shenmue III con 2 años mas de desarrollo (17 años)

## Desarrollo
Duke Nukem Forever fue anunciado oficialmente el 28 de abril de 1997, junto con la compra de la licencia para utilizar el motor del videojuego Quake II, id Tech 2. En las primeras muestras del resultado, Scott Miler, en varios vídeos, mostraba una calidad adecuada para aquellos años.

### Cambio al motor Unreal Engine
Posteriormente debido a varios retrasos y disputas entre los creadores cambiaron el motor gráfico al Unreal Engine y declararon que sería lanzado en 1999. Más tarde enviaron una tarjeta navideña a varios medios de comunicación indicando que el juego sería lanzado en 2000, lo cual a la postre no ocurrió.
En el E3 del año 2001 se volvió a mostrar un nuevo tráiler y otro retraso en la fecha de lanzamiento.
En 2006 lanzan unas nuevas capturas del juego y declaran la utilización del motor gráfico Unreal Engine III como base del juego sin especificar la fecha de lanzamiento, reviviendo la leyenda y desanimando a los seguidores de la saga.
En julio de 2007 se hicieron públicas dos capturas del juego. En diciembre de 2007 se muestran una nueva captura y un nuevo avance. En junio de 2008 se publicó un vídeo en el que un presentador de televisión prueba el videojuego, apareciendo numerosas escenas que muestran un aspecto similar al de Prey respetando un entorno como el de Duke Nukem 3D.
En mayo de 2009, el webmaster de 3D Realms, Joe Siegler, confirmó el cierre de la empresa. En abril de 2010 se hicieron públicas varias capturas y un nuevo vídeo del videojuego.
El 3 de septiembre de 2010, en la Penny Arcade Expo, se anunció que el proyecto, tras su aparente cancelación, estaba siendo desarrollado por Gearbox Software, y que podría ser lanzado en 2011, lo cual fue confirmado poco después siendo fijada su fecha de salida el 6 de mayo de dicho año. Sin embargo, el 24 de marzo de 2011, 2K Games y Gearbox Software anunciaron que Duke Nukem Forever sería publicado el 10 de junio de 2011.
"Estoy apenado por el retraso. Estamos trabajando muy duro para entregar al público este videojuego", declaró Randy Pitchford, presidente de Gearbox Software.

## Argumento
Doce años después de haber salvado la Tierra de una invasión alienígena, Duke Nukem se ha convertido en una celebridad multimillonaria. Después de jugar a un juego basado en Duke Nukem 3D, se dirige al set de un talk show para una entrevista. De camino, observa que en las noticias se anuncia que los extraterrestres han regresado. Sin embargo, esta vez los visitantes en principio aparentan ser pacíficos.
La entrevista es cancelada para cubrir la invasión, y Duke se retira a la "Cueva de Duke", su hogar. Allí, recibe un llamado del Presidente y el General Graves, de las Fuerzas de Defensa de la Tierra (EDF, por sus siglas en inglés). El Presidente le ordena a Duke no lastimar a los invasores y le dice que está teniendo charlas diplomáticas con el jefe de los aliens.
Cuando Duke es atacado por los extraterrestres, este se ve obligado a desobedecer las órdenes del Presidente y se abre camino luchando contra las hordas de invasores. Luchando a través de su casino, observa que los extraterrestres están abduciendo mujeres, incluyendo a sus dos novias estrellas de pop. Graves le dice a Duke que las mujeres están siendo retenidas en el Domo de Duke, y que los aliens tienen una vendetta personal con el héroe. Asimismo, le avisa que los invasores están usando Hoover Dam para abrir un agujero de gusano que le permita a más invasores llegar al planeta. Duke va hacia el Domo de Duke, usando una bola de demolición para dañar el edificio y así poder acceder. Adentro se encuentra con muchos Octabrains y las mujeres secuestradas, quienes han sido preñadas. Las novias de Duke fallecen luego de dar a luz a bebés alienígenas, enfureciéndolo. Duke encuentra a la Reina Alien controlando el Domo de Duke y logra matarla, pero queda herido en el proceso y pierde el conocimiento.
Luego de recuperar la conciencia, Duke lucha contra Pigcops y otras criaturas en Duke Burger. Viaja hasta Hoover Dam en su camión monstruo. Luego de una batalla en el dique, encuentra a su viejo amigo Dylan mortalmente herido. Dylan le dice que el renacido Emperador Cycloide está en el dique y que la única manera de cerrar el portal es destruirlo por completo. Antes de morir, le da a Duke sus cargas de demolición y le desea suerte. Duke coloca los explosivos y destruye el dique, aunque la corriente casi logra ahogarlo.
Duke es revivido por un soldado del EDF y se encuentra con que el Portal ha desaparecido. El Presidente, quien también está allí, se enoja con Duke por haber arruinado sus planes de trabajar conjuntamente con el Emperador Cycloide. El Presidente estaba intentando que los alienígenas maten a Duke, así él podría controlar el planeta junto al Emperador. El Presidente ordena un ataque nuclear contra el dique para eliminar a los aliens que quedan, y pretende dejar a Duke allí para que muera. El Emperador Cycloide emerge y mata al presudente y su seguridad, el ya pretendía matar al Presidente luego del trato. Duke mata al Emperador y es recatado por Graves. Ambos huyen antes que la bomba nuclear haga impacto. Posteriormente, en una conferencia de prensa, Duke anuncia su pretensión de candidatearse para Presidente de los Estados Unidos.

## Recepción

### Recepción Crítica
Duke Nukem Forever fue duramente criticado obteniendo puntajes decepcionantes después de su lanzamiento, recibiendo críticas negativas, con la mayoría de las críticas dirigidas a los largos tiempos de carga del juego, controles torpes, humor caduco, envejecimiento general, y diseño anticuado.

### Ventas
Según la firma de investigación NPD, Duke Nukem Forever vendió 376,300 unidades en su primer mes (los resultados de ventas no incluyen copias digitales). Take-Two Interactive, la empresa matriz de 2K Games, reveló en julio de 2011 que las ventas del juego eran la mitad de sus expectativas iniciales. Sin embargo, en una llamada de ganancias el 8 de agosto de 2011, Take-Two declaró que Duke Nukem Forever si probaría ser rentable para la compañía.